# 空間頻率
空間頻率（spatial frequency）就是在每單位長度上，出現幾個同樣的幾何結構。如果同樣的幾何結構重複的距離為λ，那空間頻率就是λ的倒數。
{\displaystyle f={\frac {1}{\lambda }}}
這個概念與力學中的波動類似，λ可以視為周期T，f就是頻率ν。
{\displaystyle k=2\pi \nu ={\frac {2\pi }{\lambda }}}
下圖中(b)、(c)和(d)的空間頻率分別是(a)的2倍、4倍和8倍。
| (a)f | (b)2f | (c)4f | (d)8f |
| ---- | ----- | ----- | ----- |
|      |       |       |       |

## 視覺
不同的空間頻率代表圖像中不同的訊息，高空間頻率出現在空間劇烈變化的位置，例如物體的邊界，或是比較細膩的紋路。低空間頻率則是物體整體的形狀。

## 参看
- 波
- 週期
- 波長
- 圖像處理
- 傅立葉變換
- 傅立葉分析